# Parathelges whiteleggei
Parathelges whiteleggei är en kräftdjursart som beskrevs av Hugo Frederik Nierstrasz och Brender a Brandis 1931. Parathelges whiteleggei ingår i släktet Parathelges och familjen Bopyridae. Inga underarter finns listade i Catalogue of Life.